# ألبرت جي. إنجل
ألبرت جي. إنجل هو محامي وسياسي أمريكي، ولد في 1888 في مقاطعة كرافورد في الولايات المتحدة، وتوفي في 2 ديسمبر 1959 في غراند رابيدز في الولايات المتحدة. نشط حزبياً في الحزب الجمهوري. وقد انتخب عضو مجلس ولاية ميشيغان ‏ (1921 – 1922) وانتخب عضو مجلس النواب الأمريكي ‏.